# Pihler
Pihler je priimek v Sloveniji in tujini. Po podatkih Statističnega urada Republike Slovenije je na dan 1. januarja 2010 v Slovenjiji uporabljalo ta priimek 297 oseb.  

## Znani slovenski nosilci priimka
- Aleks Pihler (*1994), nogometaš
- Andrej Pihler, zborovodja
- Barbara Pihler Ciglič (*1973), jezikoslovka (splošna in hispanistka), prof. FF UL
- Barbara Pihler, glasbenica
- Borut Pihler (1947–2018), filozof
- Ferdo Pihler, športni organizator, prejemnik Bloudkove plakete
- Janko Pihler - Don, pohorski partizan
- Jože Pihler (*1955), elektrotehnik, prof. UM
- Jožef Pichler (1789–1859), pisec, kanonik, šolski nadzornik
- Maja Pihler Stermecki (*1981), pevka in igralka
- Mihaela Pihler, pevka, zborovodkinja
- Mira Pihler, jezikoslovka (dr. 1980, UM)?
- Mirko Pihler (1942–2014), pesnik
- Natalija Pihler (*1969), publicistka
- Olivija (Frančiška) Pihler (1895–1992), organistka/orglavka, orgelska pedagoginja (Maribor)
- Simona Pihler (*1963), (filmska) igralka, učiteljica angleščine

## Znani tuji nosilci priimka
- Milan Pihler (1897–1981), hrvaški operni pevec, baritonist